# Keith Rowe
Keith Rowe (Plymouth, Engeland, 16 maart 1940) is een experimentele vrije improvisatiegitarist. Rowe gebruikt de gitaar naarmate de tijd verstrijkt op een steeds meer onconventionele, avant-gardische manier. Hij speelt de gitaar terwijl deze plat ligt op een tafel en maakt gebruik van onder meer elektronica en radio om de klank te manipuleren. Zodoende was Rowe een innovator op het gebied van de prepared gitaar, een techniek die Rowe, als eerste, naar de analogie van de prepared piano heeft ontwikkeld, waarbij hij werd geïnspireerd door John Cage, die de prepared piano in de jaren 60 heeft bedacht. 
Rowe stichtte de avant-garde muziekgroep AMM in 1965. Hij verliet de groep definitief in 2004. Hij is ook een stichtend lid van elektronicaband M.I.M.E.O. en de groep [N:Q]. Hij is opgeleid als beeldend kunstenaar. De schilderijen van Rowe sierden vaak de cover van zijn albums. 
Na jaren in de underground heeft Rowe een relatieve faam opgebouwd bij muziekcritici en fans. Sinds de jaren 90 heeft Rowe veel opgenomen en heeft hij op veel plaatsen opgetreden. Hij kan beschouwd worden als een van de invloedrijkste figuren in improvisationele muziek en EAI. Veel van zijn recente platen komen uit onder de platenmaatschappij Erstwhile Records.
Rowe werkte samen met muzikanten en componisten als Cornelius Cardew, Christian Wolff, Howard Skempton, Taku Sugimoto, Otomo Yoshihide, Sachiko M, Oren Ambarchi, Fennesz, Toshimaru Nakamura, Burkhard Beins, Günter Müller, Evan Parker, John Tilbury en Peter Rehberg.